# U-350 (tàu ngầm Đức)
U-350 là một tàu ngầm tấn công  Lớp Type VII thuộc phân lớp Type VIIC được Hải quân Đức Quốc Xã chế tạo trong Chiến tranh Thế giới thứ hai. Nhập biên chế năm 1943, nó chủ yếu đảm nhiệm vai trò huấn luyện, nên không thực hiện chuyến tuần tra nào và cũng không đánh chìm được mục tiêu nào. Khi cuộc xung đột sắp kết thúc, U-350 bị đánh chìm tại cảng Hamburg trong một cuộc ném bom của Không lực 8 Không lực Lục quân Hoa Kỳ vào ngày 30 tháng 3, 1945. Xác tàu đắm được trục vớt và tháo dỡ sau chiến tranh.

## Thiết kế và chế tạo

### Thiết kế

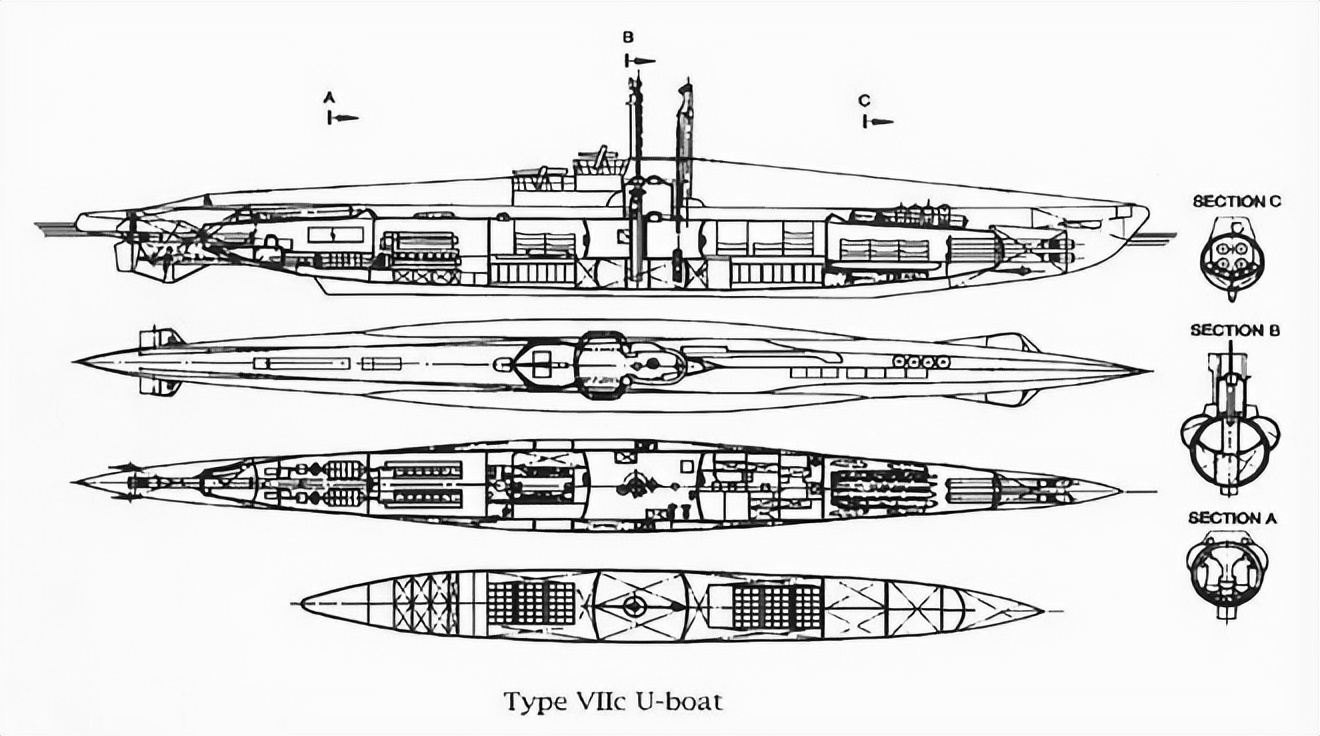
Sơ đồ các mặt cắt một tàu ngầm Type VIIC

Phân lớp VIIC của Tàu ngầm Type VII là một phiên bản VIIB được kéo dài thêm. Chúng có trọng lượng choán nước 769 t (757 tấn Anh) khi nổi và 871 t (857 tấn Anh) khi lặn). Con tàu có chiều dài chung 67,10 m (220 ft 2 in), lớp vỏ trong chịu áp lực dài 50,50 m (165 ft 8 in), mạn tàu rộng 6,20 m (20 ft 4 in), chiều cao 9,60 m (31 ft 6 in) và mớn nước 4,74 m (15 ft 7 in).
Chúng trang bị hai động cơ diesel Germaniawerft F46 siêu tăng áp 6-xy lanh 4 thì, tổng công suất 2.800–3.200 PS (2.100–2.400 kW; 2.800–3.200 bhp), dẫn động hai trục chân vịt đường kính 1,23 m (4,0 ft), cho phép đạt tốc độ tối đa 17,7 kn (32,8 km/h), và tầm hoạt động tối đa 8.500 nmi (15.700 km) khi đi tốc độ đường trường 10 kn (19 km/h). Khi đi ngầm dưới nước, chúng sử dụng hai động cơ/máy phát điện Garbe, Lahmeyer & Co. RP 137/c  tổng công suất 750 PS (550 kW; 740 shp). Tốc độ tối đa khi lặn là 7,6 kn (14,1 km/h), và tầm hoạt động 80 nmi (150 km) ở tốc độ 4 kn (7,4 km/h). Con tàu có khả năng lặn sâu đến 230 m (750 ft).
Vũ khí trang bị có năm ống phóng ngư lôi 53,3 cm (21 in), bao gồm bốn ống trước mũi và một ống phía đuôi, và mang theo tổng cộng 14 quả ngư lôi, hoặc tối đa 22 quả thủy lôi TMA, hoặc 33 quả TMB. Tàu ngầm Type VIIC bố trí một hải pháo 8,8 cm SK C/35 cùng một pháo phòng không 2 cm (0,79 in) trên boong tàu. Thủy thủ đoàn bao gồm 4 sĩ quan và 40-56 thủy thủ.

### Chế tạo
U-350 được đặt hàng vào ngày 5 tháng 6, 1941, và được đặt lườn tại xưởng tàu của hãng Nordseewerke ở Emden vào ngày 15 tháng 2, 1943. Nó được hạ thủy vào ngày 17 tháng 8, 1943, và nhập biên chế cùng Hải quân Đức Quốc Xã vào ngày 7 tháng 10, 1943 dưới quyền chỉ huy của Hạm trưởng, Trung úy Hải quân Erich Niester.

## Lịch sử hoạt động
U-350 đã phục vụ như một tàu huấn luyện cùng Chi hạm đội U-boat 22 từ ngày 7 tháng 10, 1943 và cùng Chi hạm đội U-boat 31 từ ngày 1 tháng 3, 1945. Khi Thế Chiến II đang đi vào giai đoạn kết thúc, nó bị đánh chìm trong một cuộc ném bom của Không lực 8 Không lực Lục quân Hoa Kỳ tại Hamburg vào ngày 30 tháng 3, 1945. Xác tàu đắm được trục vớt và tháo dỡ sau chiến tranh.